# Berlevåg
Berlevåg (en sami septentrional: Bearalváhki) és un municipi del comtat de Finnmark, Noruega. El centre administratiu del municipi és el poble homònim.
Hi ha dos assentaments al municipi de Berlevåg: el poble de Berlevåg i el poble de Kongsfjord (amb aproximadament 45 habitants). Gairebé tots els residents del municipi viuen al poble de Berlevåg. El far de Kjølnes es troba a la costa del municipi, a l'est del poble de Berlevåg.

## Informació general

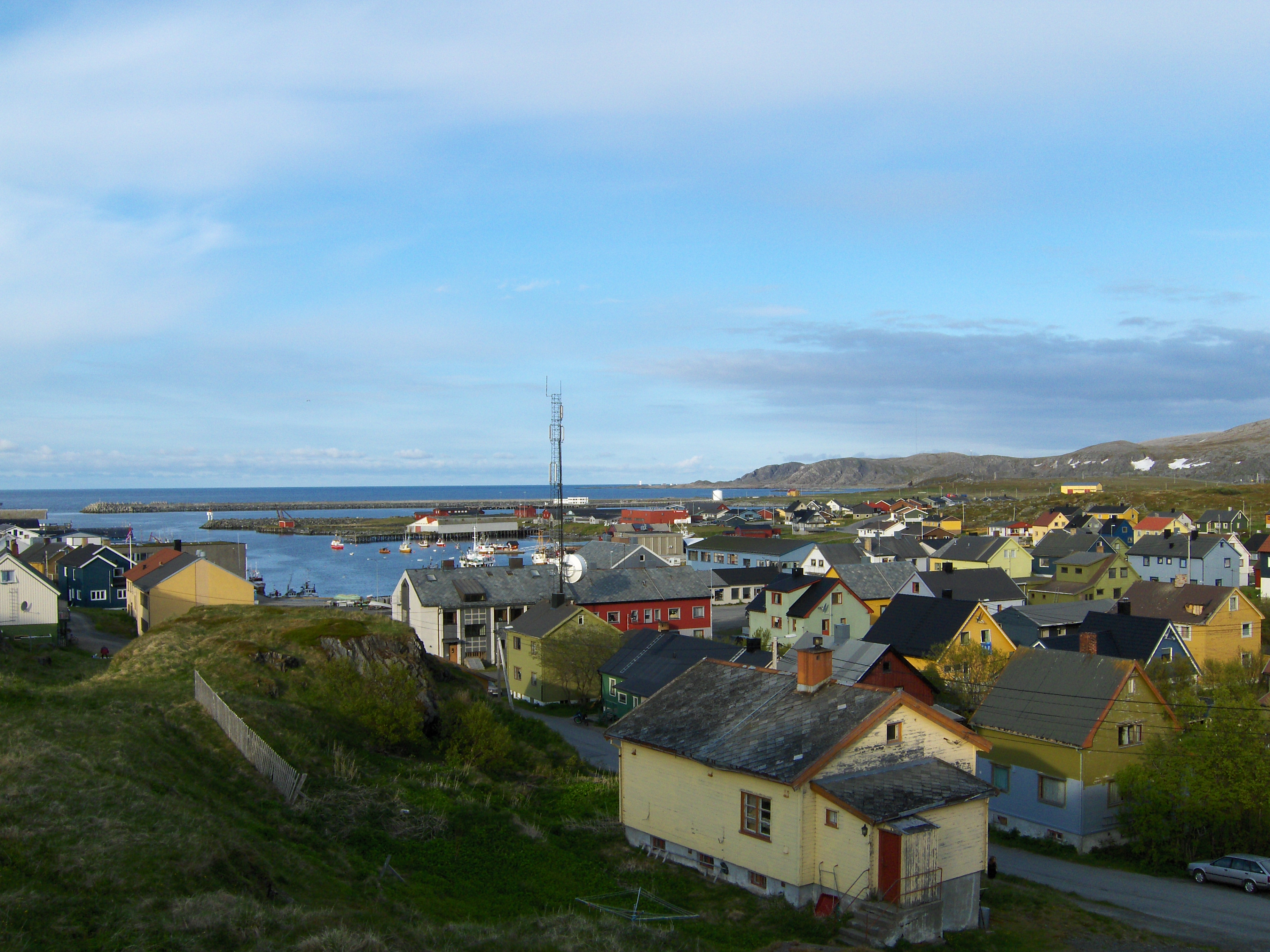
Vista de la vila de Berlevåg

El municipi de Berlevåg va ser establert l'1 de gener de 1914, quan va ser separat de municipi de Tana. Inicialment, tenia 784 residents. Les fronteres no han canviat des d'aleshores.

### Nom
Hi ha diferents opinions sobre l'origen del nom de Berlevåg (històricament escrit Berlevaag). La primera definició del nom és que té relació amb un nom relacionat amb un nom antic del sami septentrional que sonava com a Berlevaggi o Perlavaggi. La segona teoria sobre l'origen del nom és que ve del nom del primer colon o explorador de la badia, que es deia Berle o Perle. L'última teoria del nom donada al municipi, que és la menys probable, diu que el primer element deriva de la paraula noruega parle que significa "perla" i l'últim element és vas, que significa "badia".

## Escut d'armes
L'escut d'armes és modern. Se'ls hi va concedir el 22 de juliol de 1988. L'escut mostra una línia de cinc ones de color groc sobre blau. Té el propòsit de simbolitzar les ones que trenquen contra la costa, el que pot representar tant la lluita contra la mar com la dependència d'ella.

### Esglésies
L'Església de Noruega té una parròquia (sokn) dins del municipi de Berlevåg. És part del deganat de Varanger a la Diòcesi de Nord-Hålogaland.
| Parròquia (Sokn) | Nom                  | Localització | Any de construcció |
| ---------------- | -------------------- | ------------ | ------------------ |
| Berlevåg         | Església de Berlevåg | Berlevåg     | 1960               |

## Transports
L'aeroport de Berlevåg està situat als afores del poble de Bearalváhki. La ruta nacional de Noruega 890º travessa Berlevåg, i el connecta amb els municipis veïns i la resta de Noruega.
Davant de les condicions brutes de l'oceà, les quatre esculleres artificials que protegeixen el port de Berlevåg s'han destruït diverses vegades a causa del mal temps. Les esculleres actuals inclouen els tetràpodes que s'entrecreuen i que fan d'escullera flexible, que pot resistir la mar de Barents. El port està completament assegurat amb escullera des del 1973. Des de llavors, els ferris costaners han estat capaços d'atracar a Berlevåg. Fins aleshores, tots els vaixells havien de descarregar les mercaderies i els passatgers a mar obert i després traslladar-los al port mitjançant una barca.

## Geografia

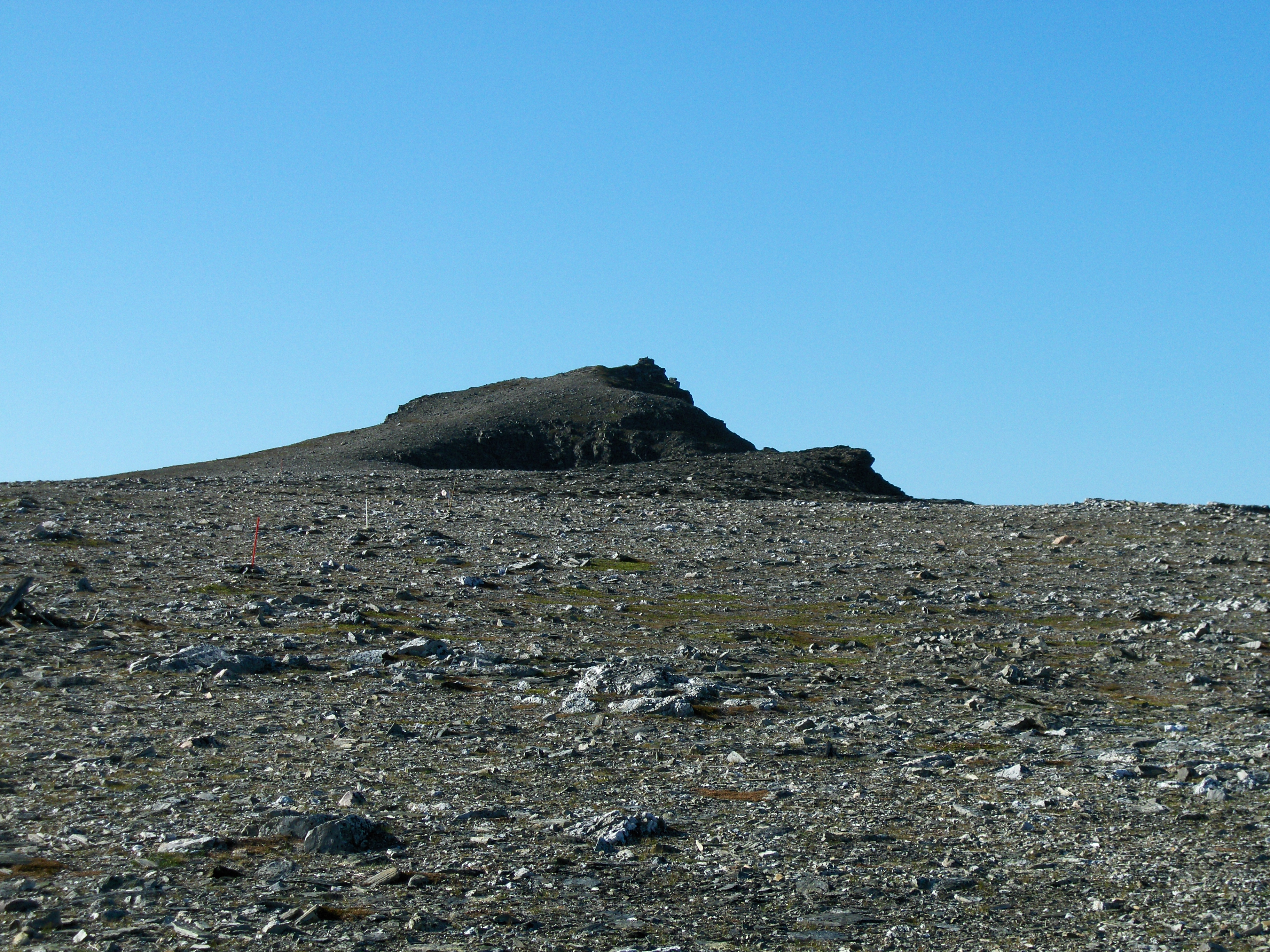
Vista del mont Tanahorn

El municipi està situat a la part nord-oest de la península de Varanger, davant de l'obert mar de Barents cap al nord i el fiord de Tana a l'oest. És una regió aïllada i estèril majoritàriament amb roques i tundra. No hi ha arbres nadius a Berlevåg perquè els estius són freds i ventosos. El municipi també conté els llacs Geatnjajávri i Skonsvikvatnan.

### Clima
Situada a la costa de Berlevåg, serveix per moderar les temperatures durant l'hivern, rebent calor del corrent del Golf. Les temperatures durant l'hivern poques vegades arriben per sota de -15 °C, mentre que les temperatures màximes durant l'estiu són en general al voltant de 13 °C.

### Avifauna
El mar i les illes al llarg d'aquesta part de la costa de Finnmark són la llar de milers d'aus marines. A més de les grans colònies d'aus marines, amb milers d'aus que nien, també hi ha zones de naturalesa verge que consisteix en muntanyes, erms i pantans. Això permet l'observació d'aus en el seu entorn natural.

## Història

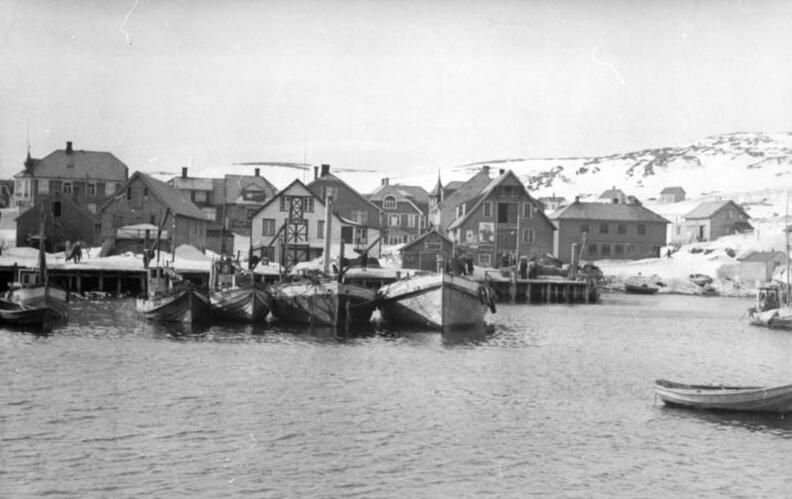
Vista del poble de Berlevåg el 1942, abans que fos cremat

### Segona Guerra Mundial
Berlevåg, igual que la resta de Finnmark, fou ocupada durant la Segona Guerra Mundial. L'aeroport de Berlevåg es posà en ús originalment en aquell moment, quan les forces d'ocupació alemanyes el construïren amb l'ajuda obligada de centenars de presoners de guerra russos. Des del 1943 al 1944, tingueren lloc bombardejos estratègics gairebé diaris des de Rússia al camp d'aviació alemany de Berlevåg.
El novembre de 1944, el poble fou completament incendiat i els seus habitants foren evacuats com a part de l'estratègia de la terra cremada que portaven a terme alemanys. Com a conseqüència, el govern noruec va voler reubicar els habitants a la propera Kongsfjord, ja que era un port millor, però ells s'hi negaren, i el poble fou reconstruït. Com que no hi ha absolutament cap arbre a Berlevåg, moltes de les cases del municipi foren construïdes amb l'ajuda de taulons de fusta de la pista d'aterratge del camp d'aviació alemany anterior.

## Cultura popular
Berlevåg es va fer conegut a Noruega quan el director de cinema noruec Knut Erik Jensen va fer una pel·lícula documental sobre Berlevåg Mannsangsforening, El cor masculí de Berlevåg. La pel·lícula Heftig og begeistret (en català, "Guai i Boig") va ser un gran èxit l'any 2001 a Noruega, mostrat per primera vegada al Festival Internacional de Cinema de Tromsø. Més endavant, el cor va anar de gira pels Estats Units i es va presentar a Nova York. El membre més antic i més famós del cor, Einar Strand, va morir a l'edat de 98 anys l'any 2004.
Berlevåg és també el lloc de la història de ficció "El festí de Babette", que l'autora danesa Karen Blixen va publicar en l'antologia Anecdotes of Destiny (1958).

## Ciutats agermanades
Berlevåg manté una relació d'agermanament amb les següents localitats: 
- Belomorsk, Rússia